# Jukka Sorjonen
Jukka Sorjonen (* 1954) ist ein ehemaliger finnischer Radrennfahrer und nationaler Meister im Radsport.

## Sportliche Laufbahn
Sorjonen gewann die nationale Meisterschaft im Zweier-Mannschaftsfahren 1976. Als Junior war er 1972 und 1973 Meister im Mannschaftszeitfahren geworden.
Er siegte im Eintagesrennen Kauhajoen maantiejoat 1974. In der Internationalen Friedensfahrt 1976 schied er aus.